# 勒特尔施泰因
勒特尔施泰因是奥地利施蒂利亚州格拉茨城郊县的一个市镇。总面积7.01平方公里，总人口235人，人口密度33.5人/平方公里（2005年）。